# Ariadna segmentata
Ariadna segmentata là một loài nhện trong họ Segestriidae.
Loài này thuộc chi Ariadna. Ariadna segmentata được Eugène Simon miêu tả năm 1893.